# Jan van Huysum (I)
Jan van Huysum (I) (? - Amsterdam, begraven op 19 november 1664) was een Noord-Nederlandse kunstschilder. Hij was de stamvader van het kunstzinnige Van Huysum-geslacht.
Jan van Huysum trouwde op 5 februari 1643 in Leeuwarden met Antje Caspers. Zij kregen verschillende kinderen, waaronder de schilders Caspar en Justus van Huysum (I). Hij was tevens grootvader van de schilders Jan van Huijsum (II) (1682-1749), Justus van Huysum (II), Jacob van Huysum en Michiel van Huysum, en overgrootvader van Francina Margaretha van Huysum.
Van Huysum begon zijn carrière in Friesland, waar hij vanaf 1643 tot 1654 monsterschrijver was van het leger van stadhouder Willem Frederik en schoolmeester in het plaatsje Huizum. Rond 1654-1657 verhuisde het gezin naar Amsterdam, waar hij tot 1659 werkzaam bleef.
Jan van Huysum was actief als schilder en schilderde met name maritieme onderwerpen en historiestukken. Hij had navolging van kunstenaars zoals Michiel Elgersma en Jan-Frans Eliaerts, en zijn werk inspireerde later kunstenaars als Johan Laurentz Jensen en Jens Juel.